# BBC Radio 1
BBC Radio 1 è un'emittente radiofonica britannica che trasmette in tutto il mondo.
Di proprietà della BBC, è specializzata nella musica pop e nelle classifiche musicali. Dopo le 19:00 propone vari generi musicali (dance, techno, minimal techno, house, hip hop e rock) e interviste. Rivolta a un pubblico di 15-29 anni, fu lanciata il 30 settembre 1967 alle ore 07:00 come risposta a Radio Caroline, una cosiddetta radio pirata messa fuori legge con un atto del parlamento.

## Loghi

2007 - 2021
In uso dal 2021